# ووترفيل (مين)
ووترفيل (بالإنجليزية: Waterville, Maine)‏ هي مدينة تقع في الولايات المتحدة في مقاطعة كينبيك. يقدر عدد سكانها بـ 15,722 نسمة ومساحتها 36.39 كم2 وترتفع عن سطح البحر 33 متر.

## التركيبة السكانية
قام مكتب تعداد الولايات المتحدة بتحديد بيانات التركيبة السكانية لووترفيل في تعداد الولايات المتحدة. في ما يلي، التركيبة السكانية حسب تعدادي 2000 و2010.

### تعداد عام 2000
بلغ عدد سكان ووترفيل 15,605 نسمة بحسب تعداد عام 2000، وبلغ عدد الأسر 6,218 أسرة وعدد العائلات 3,370 عائلة مقيمة في المدينة. في حين سجلت الكثافة السكانية 1,148.7 نسمة لكل ميل مربع (443.5/كم2). وبلغ عدد الوحدات السكنية 6,819 وحدة بمتوسط كثافة قدره 501.9 نسمة لكل ميل مربع (193.8/كم2).
وتوزع التركيب العرقي للمدينة بنسبة 95.81% من البيض و 0.56% من الأمريكيين الأصليين و 1.03% من الأمريكيين ذوي الأصول الآسيوية و 0.03% من سكان جزر المحيط الهادئ و 0.78% من الأمريكيين الأفارقة و 1.36% من عرقين مختلطين أو أكثر.
```
وبلغت نسبة 
الأزواج
 القاطنين مع بعضهم البعض 38.2% من أصل المجموع الكلي للأسر، ونسبة 12.1% من الأسر كان لديها معيلات من الإناث دون وجود شريك، وكانت نسبة 45.8% من غير العائلات. تألفت نسبة 38.6% من أصل جميع الأسر من أفراد ونسبة 16.2% كانوا يعيش معهم شخص وحيد يبلغ من العمر 65 عاماً فما فوق. وبلغ متوسط حجم الأسرة المعيشية 2.84، أما متوسط حجم العائلات فبلغ 2.13.
```

بلغ العمر الوسطي للسكان 36 عاماً. وكانت نسبة 19.7% من القاطنين تحت سن الثامنة عشر، وكانت نسبة 18.5% بين الثامنة عشر والأربعة وعشرون عاماً، ونسبة 24.1% كانت واقعةً في الفئة العمرية ما بين الخامسة والعشرون حتى والأربعة وأربعون عاماً، ونسبة 19.5% كانت ما بين الخامسة والأربعون حتى الرابعة والستون، ونسبة 18.1% كانت ضمن فئة الخامسة والستون عاماً فما فوق. يوجد لكل 100 أنثى 85.0 ذكر، ويوجد لكل 100 أنثى في الثامنة عشر من عمرها فما فوق 81.7 ذكر.
بلغ متوسط دخل الأسرة في المدينة 26,816 دولار، أما متوسط دخل العائلة فبلغ 38,052 دولار. وكان متوسط دخل الذكور 30,086 دولار مقابل 22,037 دولار للإناث. وسجل دخل الفرد الخاص بالمدينة 16,430 دولار.

### تعداد عام 2010
بلغ عدد سكان ووترفيل 15,722 نسمة بحسب تعداد عام 2010، وبلغ عدد الأسر 6,370 أسرة وعدد العائلات 3,274 عائلة مقيمة في المدينة. في حين سجلت الكثافة السكانية 1,157.7 نسمة لكل ميل مربع (447.0/كم2). وبلغ عدد الوحدات السكنية 7,065 وحدة بمتوسط كثافة قدره 520.3 لكل ميل مربع (200.9/كم2).
وتوزع التركيب العرقي للمدينة بنسبة 93.9% من البيض و 0.6% من الأمريكيين الأصليين و 1.2% من الأمريكيين ذوي الأصول الآسيوية و 0.1% من سكان جزر المحيط الهادئ و 1.1% من الأمريكيين الأفارقة و 2.4% من عرقين مختلطين أو أكثر.
بلغ عدد الأسر 6,370 أسرة كانت نسبة 24.8% منها لديها أطفال تحت سن الثامنة عشر تعيش معهم، وبلغت نسبة الأزواج القاطنين مع بعضهم البعض 32.9% من أصل المجموع الكلي للأسر، ونسبة 13.7% من الأسر كان لديها معيلات من الإناث دون وجود شريك، بينما كانت نسبة 4.8% من الأسر لديها معيلون من الذكور دون وجود شريكة وكانت نسبة 48.6% من غير العائلات. تألفت نسبة 38.9% من أصل جميع الأسر من أفراد ونسبة 15.5% كانوا يعيش معهم شخص وحيد يبلغ من العمر 65 عاماً فما فوق. وبلغ متوسط حجم الأسرة المعيشية 2.80، أما متوسط حجم العائلات فبلغ 2.13.
بلغ العمر الوسطي للسكان 36.8 عاماً. وكانت نسبة 17.9% من القاطنين تحت سن الثامنة عشر، وكانت نسبة 18.9% بين الثامنة عشر والأربعة وعشرون عاماً، ونسبة 21.7% كانت واقعةً في الفئة العمرية ما بين الخامسة والعشرون حتى والأربعة وأربعون عاماً، ونسبة 24.7% كانت ما بين الخامسة والأربعون حتى الرابعة والستون، ونسبة 16.7% كانت ضمن فئة الخامسة والستون عاماً فما فوق. وتوزع التركيب الجنسي للسكان بنسبة 46.8% ذكور و53.2% إناث.